# ブラヴァス
ブラヴァス（欧字名:Bravas、2016年1月22日 - ）は、日本の競走馬。2020年の新潟記念の勝ち馬である。
馬名の由来は、ポルトガル語で「すばらしい」の意。

## 戦績

### デビュー前
2016年1月22日に北海道安平町のノーザンファームで誕生。母ヴィルシーナと同じく佐々木主浩の所有馬となり、栗東トレーニングセンターの友道康夫厩舎へ入厩した。

### 2歳（2018年）
2018年7月8日の新馬戦（中京芝2000m）で鞍上武豊でデビューし3着。次走未勝利戦を1.4倍の圧倒的人気に応え1馬身半差で勝利し、初勝利を挙げる。続くエリカ賞は後方から上がり最速で追い込むが2着に敗れる。

### 3歳（2019年）
3歳初戦、若駒ステークスは掛かってしまい最下位の8着と惨敗。その後休養に入る。7か月の長期休養明けとなった3歳以上1勝クラスを2馬身差で勝ち上がる。昇級戦の北野特別は4着、近江特別はハナ差の2着となり、次走再度山特別を逃げるドラグーンシチーをクビ差交わし1着、3勝目を挙げる。

### 4歳（2020年）
3か月ぶりとなった4歳初戦の但馬ステークスは中団から抜け出し連勝を飾り、オープン馬となる。重賞初挑戦となった新潟大賞典（GIII）は0.3秒差の4着、続くサマー2000シリーズ開幕戦となる七夕賞（GIII）は一旦先頭に立つもクレッシェンドラヴに交わされ1馬身差の2着になる。
続いてサマー2000シリーズ最終戦の新潟記念（GIII）に出走。サマー2000シリーズ優勝の行方は確定しておらず、同じく出走する、小倉記念1,2着のアールスター、サトノガーネットと3頭で争う形となった。単勝1番人気となったのは、出走馬唯一の3歳馬であるワーケア。東京優駿（日本ダービー）からの参戦だった。それに続く2番人気に推されたのがブラヴァスであった。道中は、好位集団の直後にいたワーケアの外に位置。直線に入ると、サンレイポケットやサトノガーネットとともに大外から追い上げた。逃げ切りを図るジナンボーを決勝線手前で並びかけ、アタマ差で勝利。この勝利でサマー2000シリーズの獲得ポイントが15ポイントとなり、シリーズ王者となった。
その後は休養を挟み、チャレンジカップ（GIII）に出走、レイパパレに1馬身半差の2着に敗れる。

### 5歳（2021年）
4か月ぶりの実戦、年明け初戦の金鯱賞は前目でレースを進めるが最下位の10着に終わる。初のGI出走となった大阪杯は後方から競馬をするが8着に敗れる。この後、6月5日の鳴尾記念では道中好位追走も直線で伸びを欠き9着。秋に入り、11月14日の福島記念では終始後方のまま見せ場なく14着に沈み、この年は未勝利に終わる。

### 6歳（2022年）
6歳初戦として小倉大賞典(GIII)に出走し、14着。この後、大阪城ステークスでも10着と大敗し休養に入る。秋に復帰後は3戦するがいずれも着外に終わる。

### 7歳（2023年）
初のダート戦となった2月25日の仁川ステークスでは15着と惨敗。その後は芝に戻り3戦するもいずれも二桁着順に沈んだ。10月25日付で競走馬登録を抹消し現役を引退した。引退後はアルゼンチンで種牡馬入りする。

## 競走成績
以下の内容は、JBISサーチおよびnetkeiba.comに基づく。
| 競走日     | 競馬場 | 競走名         | 格      | 距離 （馬場） | 頭 数 | 枠 番 | 馬 番 | オッズ （人気） | 着順 | タイム （上り3F） | 着差 | 騎手        | 斤量 [kg] | 1着馬（2着馬）       | 馬体重 [kg] |
| ---------- | ------ | -------------- | ------- | ------------- | ----- | ----- | ----- | --------------- | ---- | ----------------- | ---- | ----------- | --------- | -------------------- | ----------- |
| 2018.07.08 | 中京   | 2歳新馬        |         | 芝2000m（重） | 10    | 8     | 10    | 005.30（2人）   | 03着 | R2:06.6（34.8）   | -0.5 | 0武豊       | 54        | カテドラル           | 464         |
| 0000.10.20 | 京都   | 2歳未勝利      |         | 芝2000m（良） | 8     | 5     | 5     | 001.40（1人）   | 01着 | R2:02.3（37.7）   | -0.2 | 0岩田康誠   | 55        | （バラックパリンカ） | 476         |
| 0000.12.08 | 阪神   | エリカ賞       | 500万下 | 芝2000m（良） | 7     | 4     | 4     | 007.20（4人）   | 02着 | R2:01.6（34.8）   | -0.2 | 0武豊       | 55        | エールヴォア         | 474         |
| 2019.01.19 | 京都   | 若駒S          | L       | 芝2000m（良） | 8     | 4     | 4     | 007.70（4人）   | 08着 | R2:02.7（36.4）   | -2.0 | 0武豊       | 56        | ヴェロックス         | 468         |
| 0000.08.31 | 札幌   | 3歳上1勝クラス |         | 芝2000m（稍） | 16    | 2     | 4     | 003.00（2人）   | 01着 | R2:03.6（36.8）   | -0.3 | 0武豊       | 54        | （アリスブルー）     | 484         |
| 0000.10.20 | 京都   | 北野特別       | 2勝     | 芝2000m（良） | 10    | 2     | 2     | 003.40（2人）   | 04着 | R2:01.7（34.5）   | -0.3 | 0武豊       | 55        | アールスター         | 486         |
| 0000.11.02 | 京都   | 近江特別       | 2勝     | 芝1800m（良） | 11    | 2     | 2     | 003.90（1人）   | 02着 | R1:46.6（34.8）   | -0.0 | 0福永祐一   | 54        | グロオルロージュ     | 480         |
| 0000.11.30 | 阪神   | 再度山特別     | 2勝     | 芝1800m（良） | 8     | 1     | 1     | 002.40（2人）   | 01着 | R1:47.9（33.1）   | -0.0 | 0C.スミヨン | 55        | （ドラグーンシチー） | 482         |
| 2020.03.07 | 阪神   | 但馬S          | 3勝     | 芝2000m（良） | 11    | 3     | 3     | 003.60（2人）   | 01着 | R2:00.1（33.8）   | -0.0 | 0武豊       | 57        | （ヒンドゥタイムズ） | 488         |
| 0000.05.10 | 新潟   | 新潟大賞典     | GIII    | 芝2000m（良） | 16    | 4     | 7     | 006.60（2人）   | 04着 | R1:58.9（35.0）   | -0.3 | 0柴山雄一   | 55        | トーセンスーリヤ     | 490         |
| 0000.07.12 | 福島   | 七夕賞         | GIII    | 芝2000m（重） | 16    | 7     | 13    | 012.40（2人）   | 02着 | R2:02.7（37.2）   | -0.2 | 0福永祐一   | 55        | クレッシェンドラヴ   | 492         |
| 0000.09.06 | 新潟   | 新潟記念       | GIII    | 芝2000m（良） | 18    | 8     | 17    | 005.00（2人）   | 01着 | R1:59.9（32.6）   | -0.0 | 0福永祐一   | 56        | （ジナンボー）       | 490         |
| 0000.12.05 | 阪神   | チャレンジC    | GIII    | 芝2000m（良） | 11    | 8     | 11    | 003.10（2人）   | 02着 | R2:00.1（34.1）   | -0.2 | 0福永祐一   | 56        | レイパパレ           | 488         |
| 2021.03.14 | 中京   | 金鯱賞         | GII     | 芝2000m（重） | 10    | 3     | 3     | 011.70（4人）   | 10着 | R2:03.6（38.1）   | -1.8 | 0福永祐一   | 56        | ギベオン             | 492         |
| 0000.04.04 | 阪神   | 大阪杯         | GI      | 芝2000m（重） | 13    | 4     | 4     | 112.9（10人）   | 08着 | R2:04.0（38.2）   | -2.4 | 0三浦皇成   | 57        | レイパパレ           | 488         |
| 0000.06.05 | 中京   | 鳴尾記念       | GIII    | 芝2000m（良） | 13    | 5     | 6     | 009.10（6人）   | 09着 | R2:01.7（34.5）   | -1.0 | 0武豊       | 56        | ユニコーンライオン   | 492         |
| 0000.11.14 | 福島   | 福島記念       | GIII    | 芝2000m（良） | 16    | 2     | 3     | 012.80（7人）   | 14着 | R2:01.7（36.8）   | -2.5 | 0岩田康誠   | 57        | パンサラッサ         | 496         |
| 2022.02.20 | 小倉   | 小倉大賞典     | GIII    | 芝1800m（稍） | 16    | 8     | 15    | 061.3（13人）   | 14着 | R1:50.4（36.5）   | -1.2 | 0西村淳也   | 57        | アリーヴォ           | 504         |
| 0000.03.06 | 阪神   | 大阪城S        | L       | 芝1800m（良） | 12    | 3     | 3     | 029.00（9人）   | 10着 | R1:46.5（35.1）   | -1.7 | 0岩田望来   | 57        | アルサトワ           | 502         |
| 0000.09.17 | 中京   | ケフェウスS    | OP      | 芝2000m（良） | 10    | 8     | 10    | 012.20（7人）   | 04着 | R1:58.6（35.4）   | -1.0 | 0福永祐一   | 56        | コスモカレンドゥラ   | 502         |
| 0000.10.16 | 東京   | オクトーバーS  | L       | 芝2000m（良） | 16    | 5     | 9     | 053.4（13人）   | 04着 | R1:58.3（33.9）   | -0.2 | 0内田博幸   | 59        | ゴールドスミス       | 496         |
| 0000.12.03 | 阪神   | チャレンジC    | GIII    | 芝2000m（良） | 14    | 6     | 9     | 011.30（5人）   | 07着 | R1:58.5（35.2）   | -1.0 | 0R.ムーア   | 56        | ソーヴァリアント     | 504         |
| 2023.02.25 | 阪神   | 仁川S          | L       | ダ2000m（稍） | 16    | 2     | 3     | 014.80（6人）   | 15着 | R2:06.9（39.7）   | -2.4 | 0岩田望来   | 57        | メイショウフンジン   | 508         |
| 0000.05.07 | 新潟   | 新潟大賞典     | GIII    | 芝2000m（不） | 16    | 3     | 5     | 131.4（16人）   | 14着 | 02:07.1（37.5）   | -3.3 | 0今村聖奈   | 57        | カラテ               | 510         |
| 0000.09.03 | 新潟   | 新潟記念       | GIII    | 芝2000m（良） | 14    | 4     | 6     | 057.3（12人）   | 12着 | R2:00.1（35.2）   | -1.1 | 0内田博幸   | 57        | ノッキングポイント   | 496         |
| 0000.10.15 | 東京   | オクトーバーS  | L       | 芝2000m（重） | 15    | 2     | 3     | 120.6（14人）   | 12着 | R1:59.6（34.2）   | -1.6 | 0内田博幸   | 60        | ヤマニンサルバム     | 490         |

## 血統表
| ブラヴァスの血統              | ブラヴァスの血統                                                         | ブラヴァスの血統                                                         | （血統表の出典）                                                         | （血統表の出典）  |
| 父系                          | ミスタープロスペクター系                                                 | ミスタープロスペクター系                                                 | ミスタープロスペクター系                                                 |                   |
| 父 キングカメハメハ 2001 鹿毛 | 父の父Kingmambo 1990 鹿毛                                                | Mr. Prospector                                                           | Raise a Native                                                           | Raise a Native    |
| 父 キングカメハメハ 2001 鹿毛 | 父の父Kingmambo 1990 鹿毛                                                | Mr. Prospector                                                           | Gold Digger                                                              |                   |
| 父 キングカメハメハ 2001 鹿毛 | 父の父Kingmambo 1990 鹿毛                                                | Miesque                                                                  | Nureyev                                                                  | Nureyev           |
| 父 キングカメハメハ 2001 鹿毛 | 父の父Kingmambo 1990 鹿毛                                                | Miesque                                                                  | Pasadoble                                                                |                   |
| 父 キングカメハメハ 2001 鹿毛 | 父の母*マンファス Manfath 1991 黒鹿毛                                    | *ラストタイクーン                                                        | *トライマイベスト                                                        | *トライマイベスト |
| 父 キングカメハメハ 2001 鹿毛 | 父の母*マンファス Manfath 1991 黒鹿毛                                    | *ラストタイクーン                                                        | Mill Princess                                                            |                   |
| 父 キングカメハメハ 2001 鹿毛 | 父の母*マンファス Manfath 1991 黒鹿毛                                    | Pilot Bird                                                               | Blakeney                                                                 | Blakeney          |
| 父 キングカメハメハ 2001 鹿毛 | 父の母*マンファス Manfath 1991 黒鹿毛                                    | Pilot Bird                                                               | The Dancer                                                               |                   |
| 母 ヴィルシーナ 2009 青毛     | 母の父ディープインパクト 2002 鹿毛                                       | *サンデーサイレンス                                                      | Halo                                                                     | Halo              |
| 母 ヴィルシーナ 2009 青毛     | 母の父ディープインパクト 2002 鹿毛                                       | *サンデーサイレンス                                                      | Wishing Well                                                             |                   |
| 母 ヴィルシーナ 2009 青毛     | 母の父ディープインパクト 2002 鹿毛                                       | *ウインドインハーヘア                                                    | Alzao                                                                    | Alzao             |
| 母 ヴィルシーナ 2009 青毛     | 母の父ディープインパクト 2002 鹿毛                                       | *ウインドインハーヘア                                                    | Burghclere                                                               |                   |
| 母 ヴィルシーナ 2009 青毛     | 母の母ハルーワスウィート 2001 栗毛                                       | Machiavellian                                                            | Mr. Prospector                                                           | Mr. Prospector    |
| 母 ヴィルシーナ 2009 青毛     | 母の母ハルーワスウィート 2001 栗毛                                       | Machiavellian                                                            | Coup de Folie                                                            |                   |
| 母 ヴィルシーナ 2009 青毛     | 母の母ハルーワスウィート 2001 栗毛                                       | *ハルーワソング                                                          | Nureyev                                                                  | Nureyev           |
| 母 ヴィルシーナ 2009 青毛     | 母の母ハルーワスウィート 2001 栗毛                                       | *ハルーワソング                                                          | Morn of Song                                                             |                   |
| 母系(F-No.)                   | ハルーワソング(USA)系(FN:12-c)                                           | ハルーワソング(USA)系(FN:12-c)                                           | ハルーワソング(USA)系(FN:12-c)                                           |                   |
| 5代内の近親交配               | Mr. Prospector 3×4、Nureyev 4×4、Northern Dancer 5･5×5、Halo 4･5（母内） | Mr. Prospector 3×4、Nureyev 4×4、Northern Dancer 5･5×5、Halo 4･5（母内） | Mr. Prospector 3×4、Nureyev 4×4、Northern Dancer 5･5×5、Halo 4･5（母内） |                   |

- 半妹ディヴィーナ（父モーリス）は2023年府中牝馬ステークス勝ち馬。
- 母ヴィルシーナはヴィクトリアマイル連覇など重賞3勝。また半弟（本馬の叔父）にジャパンカップ勝ちのシュヴァルグラン、全妹（本馬の叔母）に秋華賞・ドバイターフ勝ちのヴィブロスがいる。
- そのほかの近親はグローリアスソング#主な牝系図を参照。